# Kanton Penne-d'Agenais
Kanton Penne-d'Agenais (francouzsky Canton de Penne-d'Agenais) je francouzský kanton v departementu Lot-et-Garonne v regionu Akvitánie. Tvoří ho 10 obcí.

## Obce kantonu
- Auradou
- Dausse
- Frespech
- Hautefage-la-Tour
- Massels
- Massoulès
- Penne-d'Agenais
- Saint-Sylvestre-sur-Lot
- Trémons
- Trentels